# Föhrenberge (přírodní park)

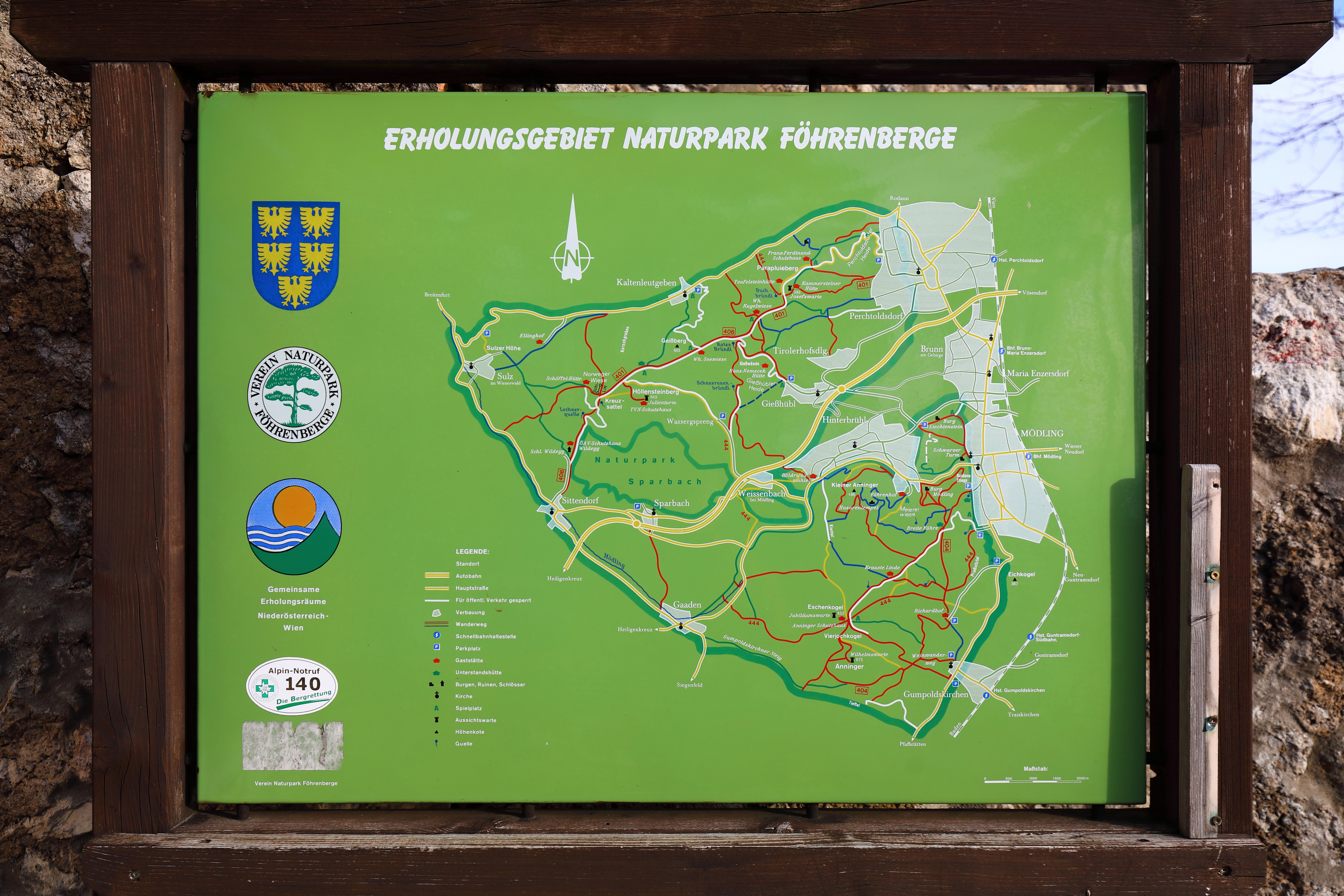
Mapa přírodního parku Föhrenberge - infotabule

Přírodní park Föhrenberge (česky Sosnové kopce) se nachází na východním okraji Vídeňského lesa v Dolních Rakousích. Je využíván jako příměstská rekreační obora u Vídně. Přírodní park má výměru 6500 ha a sahá od Perchtoldsdorfu na severu až po Gumpoldskirchen. Uvnitř parku jsou zastavěné částí obcí Gießhübl, Maria Enzersdorf, Mödling, Hinterbrühl a Gaaden. Přírodní park je volně přístupný.

## Přírodní pozoruhodnosti
Název přírodního parku je odvozen od chráněné borovice – po vídeňsky také nazývané Parapluiebäume – rostoucí na vápenci. Nejvyšším vrchem je velký Anninger. V přírodním parku na Perchtoldsdorfské stepi žije chráněný druh sysla červeného, který je ohroženým druhem. Vegetace Perchtoldsdorfské stepi je na rozhraní panonské a alpské rostlinné oblasti. Na okraji Vídeňské pánve je pouze malá výměra východní stepi. Step je suchá louka a patří k celé řadě suchých biotopů Vídeňské pánve, jako Steinfeld, Heberlberg, Mödlingský Eichkogel, Himmelwiese, Nasenweg, Bisambreg a staré valy. Perchtoldsdorfská step je skutečně rakouskou botanickou raritou Drachenkopfu, typického stepního travního porostu s velmi disjunktním šířením.

## Pamětihodnosti

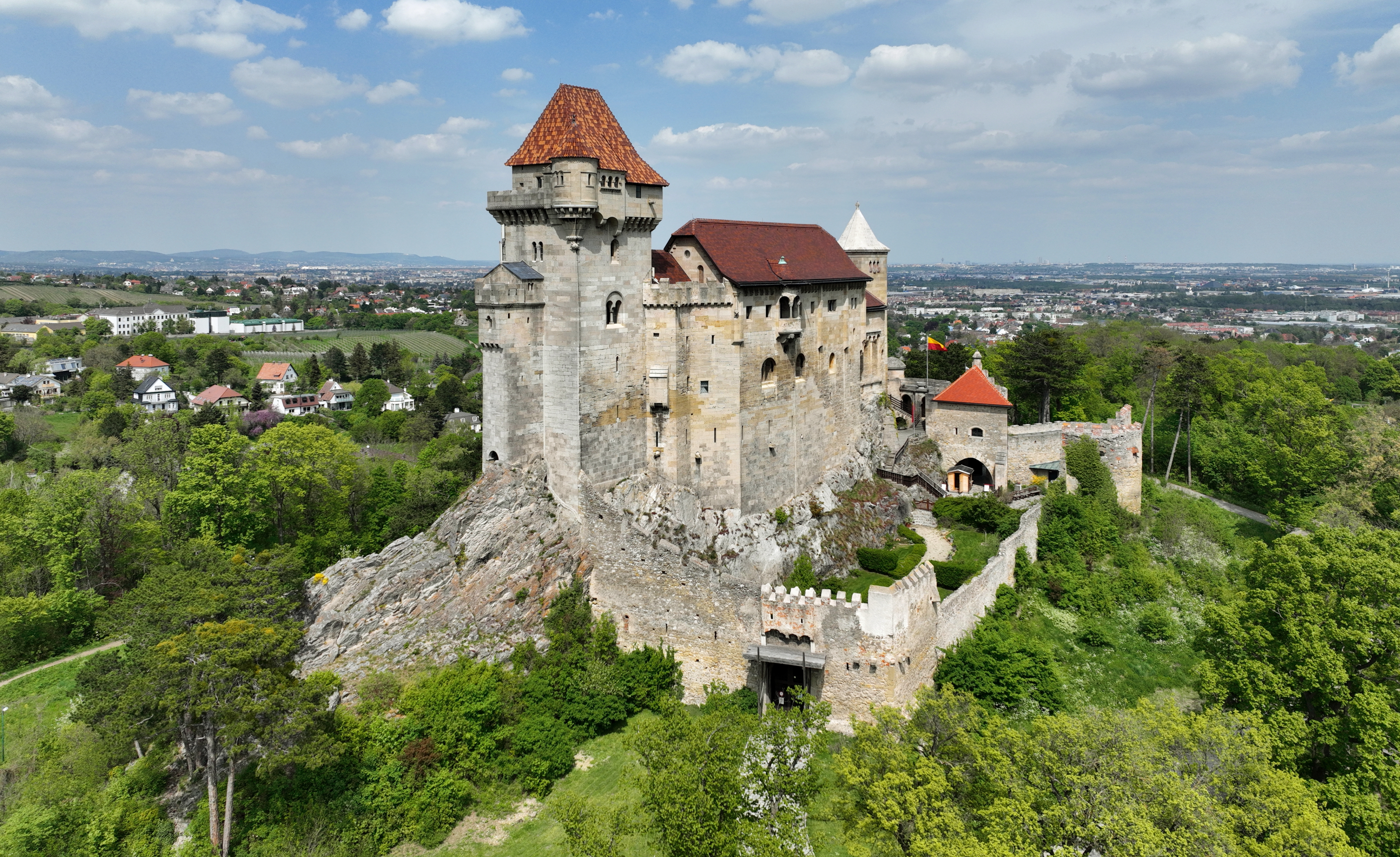
Hrad Liechtenstein

V přírodním parku jsou historické stavby, jako zřícenina hradu Mödling, Chrám husarů, nebo hrad Liechtenstein. Mezi lety 1865 až 1938 sloužil lidem vápencový pramen svaté Rebeky svou léčivou vodou. Na Anningeru i v Parapluibergu byly otevřeny 29. června 1881 /1/ veřejně přístupné Josefské vyhlídky.